# تيري سميث (لاعب كرة سلة)
تيري سميث (بالإنجليزية: Terry Smith)‏ (مواليد 10 فبراير 1986) هو لاعب كرة سلة أمريكي في مركز هجوم خلفي. لعب مع أسفيل باسكت، وجوفينتوت بادالونا، وليونز دي جنيف، ونادي أكاديميك لكرة السلة، وHTV Basket ‏ وBC Rilski Sportist ‏ وSakarya Büyükşehir Belediyesi S.K. ‏ وUrartu BC ‏ وBC Cherkaski Mavpy ‏ وBBC Monthey-Chablais ‏ وKK Jolly Jadranska Banka Šibenik ‏.

## وصلات خارجية
- تيري سميث على موقع الدوري الإسباني لكرة السلة (الإسبانية)
- تيري سميث على موقع كرة السلة الأوروبية.كوم (الإنجليزية)
- تيري سميث على موقع ريلجم (الإنجليزية)
- تيري سميث على موقع بروبوليرز (الإنجليزية)
- تيري سميث على موقع سبورتس رفرنس (الإنجليزية)